# Working on Dying
Working on Dying — американский продюсерский коллектив из Филадельфии, штат Пенсильвания. Он был основан в 2012 году американским музыкальным продюсером Ричардом Ортисом, известным под псевдонимом F1lthy, и его младшим братом Джорданом Ортисом, известным под псевдонимом Oogie Mane.

## История

### Основание
Начиная с 2012 года, F1lthy начал развивать навыки продюсирования в FL Studio в течение шести месяцев, вдохновившись тогдашним перспективным андеграундным рэпером и продюсером SpaceGhostPurrp и рэп-группой Metro Zu, оба из Майами, Флорида. Позже F1lthy поделился своими продюсированием с Oogie Mane.
Forza, который жил неподалёку, катался на скейтборде с братьями в средней школе. Позже, в 2013 году, когда они были первокурсниками Северо-Восточной средней школы, Oogie Mane и Forza познакомились с Lil Uzi Vert. Затем Джарек, крестный брат F1lthy и Ooogie Mane, познакомил их с The Loosieman, который в то время был рэпером под псевдонимом Declan?.Группа приняла название Working on Dying в память об отце The Loosieman, который умер в то время.
My father died of cancer the day after I turned 18, ... I was in a car, I had a glass of whiskey, driving, and I was like, 'Shit, I’m really working on dying right now'
— Loosie Man
Первые заметные работы Oogie Mane состоялись в конце 2013 года, когда он работал над альбомами Xavier Wulf «The Alpha K9» и Chris Travis «Another Planet» и «Night Ryder». Дебютной записью Dying стал альбом The Loosieman Presents: Working On Dying, выпущенный 3 января 2014 года. На записи были представлены эмбиент-синтезаторы, смешанные с вокалом Lil B, Gucci Mane и выступлением Питера Сола, специалиста отделения интенсивной терапии, на тему смерти. В то время Форза не принимал активного участия в жизни группы, поскольку его интересовали футбол и скейтбординг, хотя год спустя он стал более активным.
Brandon Finessin, близкий друг группы в старшей школе, научился делать биты у F1lthy и официально присоединился к коллективу примерно в то же время. Working on Dying начала привлекать Black Kray и Goth Money, укрепляя связи в андеграундном сообществе, в то время как работа Oogie Mane над микстейпом Lil Uzi Vert «The Real Uzi» принесла большую известность после выхода в конце 2014 года.

### Жанр "Tread"
Работу над Dying часто связывают с созданием поджанра трэпа, придуманного постоянным соавтором Bootychaaain. Для этого жанра характерны футуристические синтезаторы, замедленные сэмплы, более насыщенная программа ударных с характерными паттернами 808, высокий темп (обычно 160-190 ударов в минуту), частое использование неритмичных хай-хэтов в дополнение к трэповым триолям и быстрый, летаргический рэп. Продюсеры также часто используют элементы клауд-рэпа, например, сочные синтезаторные подкладки и атмосферный продакшн с обилием реверберации.
Форза приписывают создание уникального стиля, который впоследствии развился в трэд. По данным радиостанции WOBC-FM, в продакшене Форзы присутствовали «его фирменные высокие темповые барабаны и нестандартные паттерны 808, которые автоматически вызывают желание потанцевать», а сам Форза был назван «пионером андеграундной сцены Soundcloud». Одной из первых работ, признанных основоположниками трэд-рэпа, стал микстейп 5 Finger Posse «Trapped in the Trenches», спродюсированный Working on Dying.
По мере того, как tread становился всё более популярным, Working on Dying продвигали свою музыку через еженедельные релизы под названием «Tread Tuesdays», обыгрывая GOOD Fridays Канье Уэста. Различные рэперы были вовлечены в популяризацию tread рэпа, включая Lucki, Lil Yachty, Black Kray, WiFiGawd, 5 Finger Posse, Chxpo и других. Постоянное продвижение коллектива через живые выступления, интернет-трансляции и постоянные релизы окупилось и вывело их на мейнстримовую рэп-сцену.

### Массовый успех
В 2017 году филадельфийский рэпер Мэтт Окс, которому тогда было 12 лет, стал вирусным в Твиттере со своей песней «Pretty Penny», которая привлекла внимание F1lthy и Oogie Mane, последний из которых спродюсировал трек «Overwhelming», впоследствии ставший вирусным.[1] В это время F1lthy начал активно обращаться к лейблам, и, получив огромный отклик, он обратился за помощью к ветерану филадельфийского рэпера и продюсера Finesse, который с 2018 года управлял лейблом. Finesse начал свою карьеру вместе с соратником The Roots, Dice Raw, и получил степень магистра в области бизнеса.[2] В Working on Dying Finesse взял на себя управление коллективом, став генеральным директором, создал ООО и нанял юристов для его развития в компанию.[2]
После прихода менеджмента Finesse, Working on Dying добились своего первого большого успеха в 2018 году. Уги Мейн спродюсировал песню «I'm Upset» для альбома Дрейка Scorpion. Кроме того, группа участвовала в дебютном альбоме Мэтта Окса Ox и совместном альбоме Juice Wrld и Future Wrld on Drugs[1]. В это же время Complex включил Working on Dying в свою статью «9 продюсеров, за которыми стоит следить в 2018 году»[3].
Споры возникли в 2019 году, когда в сеть попали фрагменты альбома Lil Uzi Vert «Eternal Atake».[4] Lil Uzi Vert обвинил продюсера Working on Dying Форзу в утечке музыки и пригрозил ему избиением; Форза в ответ пригрозил самоубийством[5]. Finesse отреагировал на ситуацию увольнением Forza, заявив: «Когда вы сталкиваетесь с серьёзными обвинениями, не торопитесь с действиями, нужно разобраться. Вам нужно собрать доказательства, что мы и сделали. Это было трудное решение, которое нам пришлось принять».[4]
Для альбома Playboi Carti 2020 года Whole Lotta Red F1lthy спродюсировал несколько песен, включая открывающую альбом «Rockstar Made». Дэнни Шварц написал в рецензии Rolling Stone: «Whole Lotta Red знаменует собой заметный прорыв для продюсера Working on Dying F1lthy, чей мощный дисторшн в таких выдающихся треках, как «Stop Breathing» и «On That Time», привносит большую часть адреналиновой панк-энергетики альбома. Его биты задают тон первым 12 песням, бурной последовательности, которая, по сути, существует только для одной цели — моша».[6] В 2021 году Working on Dying сотрудничали с Фредди Гиббсом над его синглом «Gang Signs» при участии Schoolboy Q[7].
2 сентября 2022 года восходящая звезда рэпа Йет выпустил сингл «Talk», спродюсированный Bnyx, ещё одним участником Working On Dying. 9 сентября Йет выпустил свой долгожданный мини-альбом Lyfe[8]. Шесть из двенадцати песен были спродюсированы Bnyx, включая сингл «Talk», а также «Flawlëss» с участием Lil Uzi Vert, «Out thë way», «Wat it feel lykë», электрогитарную «Can't stop it» и заключительный трек «Killin ëm». Такие песни, как «Out thë way» и «Talk», попали в тренды в приложении TikTok, повлияв на работу Bnyx над альбомом и вызвав положительные отзывы. Lyfë занял 10-е место в чарте Billboard 200.[9] Bnyx ранее сотрудничал с Йетом, особенно над песней «Forëally/4LY» для микстейпа Йета 4L и «Tonka 2» для мини-альбома Trendi.
24 февраля 2023 года Йет выпустил свой долгожданный третий студийный альбом Afterlyfe, в котором Bnyx спродюсировал восемь песен: «No morë talk», «Nun id change», «Now» с участием альтер-эго Йета Luh geeky, «Slamm», «Sum 2 do», «Back home» и заключительные треки «Dëmon tied» и «Mysëlf». Ошибка: некорректно задана дата установки (исправьте через подстановку шаблона). Bnyx заявил, что «Mysëlf» и «Cant stop it» из мини-альбома Йита Lyfë изначально должны были быть одной и той же песней, но их разделили на две. Йит ранее публиковал фрагменты большинства этих песен в Instagram. В заключительном треке к AfterLyfe под названием «Myself» Bnyx исполняет бэк-вокал на фоне очень эмоционального и расслабленного бита. Шаблон:Opinion В разговоре на Discord-сервере Йита после релиза Bnyx заявил, что его младший брат BeautifulMvn помог ему в продюсировании двух треков.
Bnyx также продюсировал сингл Search & Rescue, выпущенный канадским рэпером и певцом Дрейком в апреле, вместе со своим младшим братом BeautifulMvn. В июне Lil Uzi Vert выпустили свой третий студийный альбом Pink Tape, в треке «Aye» (при участии Трэвиса Скотта) Bnyx принял участие в качестве продюсера. Месяц спустя он стал сопродюсером песни Kash Krabs (Oddwin) «DYNASTY» совместно с продюсерами Harz и Snapz. В том же месяце Bnyx выступил сопродюсером песен Трэвиса Скотта, Bad Bunny и The Weeknd «K-pop».[10]

## Дискография

### Albums
| Title                          | Details                                                                                              |
| ------------------------------ | --- |
| Working on Dying (with Bladee) | - Дата выхода: December 28, 2017 - Лейбл: Year0001 - Формат: Digital download, streaming             |
| Waiting to Die                 | - Дата выхода: December 4, 2020 - Лейбл: Universal - Формат: Digital download, streaming             |
| Outta Here Soon (with NxG)     | - Дата выхода: October 29, 2021 - Лейбл: Simple Stupid Records - Формат: Digital download, streaming |
| Cold Visions (with Bladee)     | - Дата выхода: April 24, 2024 - Лейбл: Trash Island - Формат: Digital download, streaming            |

### Микстейпы
| Title         | Details                                                                                           |
| ------------- | ------------------------------------------------------------------------------------------------- |
| LSMN          | - Дата выхода: July 21, 2015 - Лейбл: Self-Дата выхода - Формат: Digital download, streaming      |
| This And That | - Дата выхода: September 19, 2015 - Лейбл: Self-Дата выхода - Формат: Digital download, streaming |
| Tread Mixxx   | - Дата выхода: May 21, 2016 - Лейбл: Self-Дата выхода - Формат: Digital download, streaming       |

### Синглы
| Title                                                           | Year | Album            |
| --------------------------------------------------------------- | ---- | ---------------- |
| "Money Shot" (featuring Robb Banks)                             | 2020 | Waiting to Die   |
| "Break Up With Your Boyfriend" (featuring KEY! & Quadie Diesel) | 2020 | Waiting to Die   |
| "Off the Lead" (featuring Lancey Foux)                          | 2020 | Waiting to Die   |
| "Find Me" (with Lucki)                                          | 2020 | Waiting to Die   |
| "The Madness" (with Father and Zack Fox)                        | 2020 | Waiting to Die   |
| "Stop The World" (with Tate Kobang)                             | 2021 | Non-album single |

## References
1. 1 2 3 4  Working On Dying in real life (англ.). The Fader. Дата обращения: 11 августа 2020. Архивировано 27 июля 2020 года.
2. 1 2 3 4 5  The Rise and Rise of Working on Dying (англ.). LO-FI The Magazine (27 ноября 2019). Дата обращения: 18 февраля 2021. Архивировано 17 января 2021 года.
3. ↑  Lucas Foster. Hit the Gym: On the Proliferation of Tread Music. Passion of the Weiss (6 сентября 2017). Дата обращения: 11 августа 2020. Архивировано 12 ноября 2020 года.
4. ↑  Felicity Martin. The 10 Best Dark Underground Trap Bangers, according to Mutant Joe (амер. англ.). DummyMag. Дата обращения: 18 февраля 2021. Архивировано 19 января 2021 года.
5. ↑  Working on Dying by Bladee (англ.), Apple Music, 28 декабря 2017, Дата обращения: 23 июня 2023
6. ↑  Waiting to Die by Working on Dying (англ.), 4 декабря 2020, Дата обращения: 23 июня 2023
7. ↑  Outta Here Soon by NxG & Working on Dying (англ.), 29 октября 2021, Дата обращения: 23 июня 2023
8. ↑  Cold Visions by Bladee (англ.), Apple Music, 24 апреля 2024, Дата обращения: 6 мая 2024
9. ↑  LSMN, by THE LOOSIE MAN (англ.). Working on Dying. Дата обращения: 23 июня 2023.
10. ↑  This And That, by The Loosie Man and Oogie Mane (англ.). Working on Dying. Дата обращения: 23 июня 2023.
11. ↑  WORKING ON DYING - TREAD MIXXX (англ.), Дата обращения: 23 июня 2023
12. ↑  End of Daze - Single. Apple Music. Дата обращения: 11 июня 2020.